# Primal Carnage
Primal Carnage (рус. «Первобытная резня») — это многопользовательская командная игра в жанре шутера от первого/третьего лица, разрабатываемая независимой компанией Lukewarm Media. В игре есть выбор между двумя командами: люди и динозавры, также будет поддержка ботов. Выход игры состоялся 28 октября 2012 года, игра доступна в Steam.
Было подтверждено, что игра выйдет и на 64-битных системах, и на Linux. Разработчики заявили, что на консолях игра может работать на менее оптимальной графике, но без изменений в игровом процессе. В игре планируется по пять классов в каждой команде, управление людьми будет от 1-го лица, управление динозаврами — от 3-го лица.

## Разработка
Короткий трейлер был показан на GDC 2010, в нем не показано игрового процесса, но показаны некоторые динозавры: Брахиозавр(Жираффатитан), Паразауролофы, Стегозавр, Птеранодон, Дейноних. На официальном сайте есть возможность пожертвовать деньги с помощью системы PayPal, в зависимости от того, сколько пожертвовали, вы получите доступ к тому или иному эксклюзивному контенту, а за $20 и больше — доступ к закрытому бета-тестированию, которое должно начаться в ближайшем будущем.

## Отзывы и продажи
| Сводный рейтинг       | Сводный рейтинг         |
| Агрегатор             | Оценка                  |
| --------------------- | ----------------------- |
| GameRankings          | 66,50 %                 |
| Metacritic            | 67/100 (PC, 15 обзоров) |
| Иноязычные издания    |                         |
| Издание               | Оценка                  |
| IGN                   | 7,6/10                  |
| Русскоязычные издания |                         |
| Издание               | Оценка                  |
| PlayGround.ru         | 4,9/10                  |
| Riot Pixels           | 60/100                  |

Игра получила смешанные отзывы. На сайте-агрегаторе Metacritic средняя оценка игры составляет 67 из 100 на основе 15 обзоров для платформы PC.
Летом 2018 года, благодаря уязвимости в защите Steam Web API, стало известно, что точное количество пользователей сервиса Steam, которые играли в игру хотя бы один раз, составляет 731 052 человека.